# صاعد ربعی
ابوالعلاء صاعد بن حسن رَبَعی بغدادی (؟ - ۱۰۲۶م) (نسب: صاعد بن حسن بن عیسی) ادیب، زبان‌شناس شاعر و قصه‌گوی عراقی در سدهٔ چهارم هجری/ دهم میلادی بود که به موسیقی و خوانندگی (غناء) نیز پرداخت و بسیار عمر کرد. نسبش به ربیعه بن نزار می‌رسیده، از این رو رَبَعی/رَبعی خوانده می‌شد. زادهٔ موصل بود و در بغداد بزرگ شد. حوالی سال ۳۸۰ق به اندلس مهاجرت کرد و والی آن منصور (محمد ابن ابی‌عامر) او را گرامی داشت. کتاب الفصوص را برای او به شیوهٔ أمالی ابوعلی قالی نگاشت که پنج‌هزار دینار جایزه گرفت. او داستانی پرداخت که آن را جوّاس بن قعطل مذحجی همراه دخترعمه‌اش عفراء نامید. منصور بسیار دوستدار آن شد و مقرر فرمود که هرشب بخشی از آن را برای او بخواند. همچنین داستان هجفجف بن عدقان همراه خنوت بنت محرمه را به شیوهٔ داستان پیشین نگاشت که هردو از نام‌های خیالی و غریب در عربی است. هنگامی که منصور درگذشت، صاعد به نشست‌های دوستانهٔ هیچ‌کس از امیران حاضر نمی‌شد. تا اینکه پیری او را ناتوان ساخت و در ناآرامی‌های اندلس به سیسیل رفت و همان‌جا در سنی زیاد درگذشت.